# Gahal
El partido político Gahal (en hebreo: גח"ל: גוש חרות-ליברלים‎) (Bloque Herut-Liberales) fue una coalición política de Israel de derecha, fundada en 1965 por Menájem Beguín.
El Gahal fue formado por una alianza del partido Herut y el Partido Liberal hacia el final de la Quinta Knéset en la preparación de las elecciones de 1965. La alianza reunía a los dos partidos de derecha en la Knéset, cada uno con 17 escaños entonces. El Partido Liberal apenas se había formado en 1961 por la fusión de los Sionistas Generales y el Partido Progresista de Israel.
Sin embargo, varios exmiembros del Partido Liberal no estaban satisfechos con la alianza, identificada con Herut y su líder, Menájem Beguín, también de derecha política. Como resultado, los siete diputados se separaron del Partido Liberal para fundar el partido de los Liberales Independientes, que más tarde se unió al Alineamiento. Sin embargo, el nuevo partido obtuvo en las elecciones 27 escaños, siete menos que el partido Mapai, el partido que había dominado la política israelí desde la independencia del país, ya que el Mapai también se había reducido a causa de una ruptura de 8 diputados encabezado por David Ben-Gurión que marcharon al partido Rafi.
Liderados por Menajem Beguin, en su primera prueba electoral el Gahal ganó 26 escaños. Sin embargo, fue superado por el Alineamiento (una nueva alianza política de izquierdas del Mapai y el partido Ajdut HaAvodá - Poalei Tzion), que obtuvo 46 escaños. El partido perdió fuerza cuando tres diputados se separaron para formar el Centro Libre, al que se unió más tarde un cuarto diputado.
Durante la Guerra de los Seis Días, el líder del Alineamiento y primer ministro israelí Levi Eshkol invitó al Gahal a unirse a un gobierno de unidad nacional. El partido se mantuvo en el gobierno después de la guerra, y mantuvo su puesto cuando Golda Meir se convirtió en la Primera ministra de Israel tras la muerte de Eshkol, en 1969.
En las elecciones de octubre 1969 mantuvo los 26 escaños, pero fue ampliamente derrotado por el Alineamiento, que obtuvo 56, el mejor resultado electoral en la historia política de Israel. Sin embargo, se mantuvo dentro del gobierno de unidad nacional. El anuncio del Plan Rogers el 9 de diciembre había alarmado a Menájem Beguín lo suficiente para causar que la facción del Herut detuviera el regateo con el Partido Laborista de Israel y aceptara los seis puestos del gabinete que le ofrecían en el nuevo gobierno. En la Organización de las Naciones Unidas, una propuesta estadounidense similar a la realizada por el Reino de Jordania, hecha el 18 de diciembre, que pedía de forma explícita la retirada israelí de Cisjordania, eliminó las diferencias con el primer ministro, ya que ambos vieron esto como un reto que requería una respuesta contundente y enérgica. Gahal se retiró de la coalición en agosto de 1970, después de que el gobierno anunció su apoyo al Plan Rogers. Aunque el gobierno después se retractó de su apoyo al plan, el Gahal no volvió a la coalición política.
Antes de las elecciones de 1973 se fusionaron con Gahal algunos partidos de derecha más pequeños, incluido el ex disidente Centro Libre, la Lista Nacional (un pequeño partido fundado por Ben-Gurión, después de haber salido del Rafi ) y el partido extraparlamentario Movimiento por el Gran Israel. El nuevo partido, también dirigido por el judío Menajem Beguin, fue llamado Likud (consolidación).
Aunque el Likud no logró superar al Alineamiento en las elecciones de 1973, ganó cómodamente las próximas elecciones de 1977, expulsando a la izquierda política del poder por primera vez en la historia del estado de Israel.

## Resultados electorales
|  | 21.3 % |

|  | 21.7 % |

a Respecto a la suma de Herut y Libralit en 1961.